# Кабашникова, Людмила Фёдоровна
Людмила Фёдоровна Кабашникова (бел. Людміла Фёдараўна Кабашнікава; род. 31 августа 1956) — советский и белорусский учёный в области биофизики и биохимии растений, доктор биологических наук (2009), член-корреспондент Академии наук Белоруссии (2017). Лауреат премии НАН Белоруссии (2013).

## Биография
Родилась 31 августа 1956 года в деревне Прилуки, Минской области, Белорусской ССР.
С 1973 по 1978 год обучалась на биологическом факультете Белорусского государственного университета, в 1985 году окончила аспирантуру этого университета.
С 1978 по 1979 год на педагогической работе в Залеской поселковой средней школе в качестве учителя химии. С 1979 по 1982 год на научно-исследовательской работе   в Центральном ботаническом саду АН Белорусской ССР в качестве старшего лаборанта. Одновременно с 1981 по 1986 год на научно-педагогической работе в Белорусском государственном университете в качестве научного сотрудника лаборатории экспериментальной биологии. 
С 1986 года на научной работе в Институте фотобиологии АН Белорусской ССР (с 2004 года — Институт биофизики и клеточной инженерии Академии наук Белоруссии) в качестве старшего лаборанта, младшего научного сотрудника, научного и старшего научного сотрудника, с 1995 года — учёный секретарь, с 1999 года — руководитель Лаборатории физиологии фотосинтетического аппарата (с 2004 года — Лаборатория прикладной биофизики и биохимии). С 2010 года одновременно с научной занимался и педагогической работой: с 2010 по 2015 год — профессор Академии МВД Республики Беларусь, с 2016 по 2017 год —  профессор Белорусского государственного педагогического университета. 

### Научно-педагогическая деятельность и вклад в науку
Основная научно-педагогическая деятельность  Л. Ф. Кабашниковой была связана с вопросами в области биофизики и биохимии растений, занималась исследованиями в области разработки диагностических и адаптивных технологий для сельского хозяйства, молекулярно-мембранной биохимии и биофизике культурных растений. Под её руководством была разработана концепция повышения устойчивости и продуктивности растений хлебных злаков на основе оптимизации функционально-стоимостного анализа.  Л. Ф. Кабашникова являлась — учёным секретарём Совета по защите диссертаций и членом Учёного совета Института биофизики и клеточной инженерии Академии наук Белоруссии, членом Научного совета «Биологическая инженерия и биобезопасность» и председателем Государственного экспертного совета № 1 «Естественные
науки» Государственного комитета по науке и технологиям Белоруссии, член Белорусского общественного объединения биофизиков и фотобиологов и Белорусского общественного объединения физиологов растений, членом — Европейского общества новых методов исследования в сельском хозяйстве и Европейской федерации биологов растений.
В 1988 году защитила кандидатскую диссертацию по теме: «Особенности организации фотосинтетического аппарата у сортов ячменя разной продуктивности», в 2009 году защитила докторскую диссертацию на соискание учёной степени доктор биологических наук по теме: «Оптимизация структурно-функционального состояния фотосинтетического аппарата как фактор повышения продуктивности зерновых культур». В 2003 году ей было присвоено учёное звание доцент. В 2017 году она был избрана член-корреспондентом Академии наук Белоруссии. Л. Ф. Кабашниковой было написано более двухсот семидесяти научных работ в том числе трёх монографий и пяти свидетельств на изобретения. В 2013 году за цикл работ «Система биосинтеза хлорофилла и фотосинтетический аппарат как факторы повышения устойчивости и продуктивности сельскохозяйственных культур» была удостоена Премии НАН Белоруссии.

## Основные труды
- Особенности организации фотосинтетического аппарата у сортов ячменя разной продуктивности / АН БССР. Ин-т эксперим. ботаники им. В. Ф. Купревича. — Минск, 1988. — 186 с.
- Фотосинтетический аппарат и потенциал продуктивности хлебных злаков: монография / Л. Ф. Кабашникова ; Нац. акад. наук Беларуси, Ин-т биофизики и клеточной инженерии. — Минск: Беларуская навука, 2011. — 326 с. ISBN 978-985-08-1345-9
- Защита населения и объектов от чрезвычайных ситуаций. Радиационная безопасность / Л. Ф. Кабашникова, Д. В. Ермолович, Ю. И. Селятыцкий [и др.] ; Учреждение образования "Академия Министерства внутренних дел Республики Беларусь". — Минск: Академия МВД, 2020. — 381 с. ISBN 978-985-576-264-6[5]

## Награды
- Премия НАН Белоруссии (2013 — за цикл работ «Система биосинтеза хлорофилла и фотосинтетический аппарат как факторы повышения устойчивости и продуктивности сельскохозяйственных культур»)[1][2].